# 占士·道格拉斯·莊臣
（1924年8月20日—2010年2月13日），人稱「吉姆法官」·莊臣，是阿肯色州議員和法學家，因在20世紀中葉直言不諱地支持種族隔離而聞名。1959年至1966年，他擔任阿肯色州最高法院大法官，1951年至1957年擔任阿肯色州參議院議員。莊臣未能成功尋求多個民選職位，包括1956年和1966年的阿肯色州州長以及1968年的美國參議院。作為一名種族隔離主義者，莊臣經常被比作阿拉巴馬州的佐治·華萊士。他於1983年加入共和黨。

## 外部連結
- Encyclopedia of Arkansas History & Culture entry （页面存档备份，存于）
- C-SPAN內的頁面（英文）

| 政党职务               | 政党职务                        | 政党职务                 |
| ---------------------- | ------------------------------- | ------------------------ |
| 前任者： 奧瓦爾·福布斯 | 阿肯色州州長民主黨參選人 1966年 | 繼任者： 瑪麗恩·H·克蘭克 |